# 드림 서바이벌 스카우트
《드림 서바이벌 스카우트》(약칭 스카우트)는 2006년 Mnet에서 방송된 텔레비전 프로그램이다. 디자이너, 연출가, 진행자 등 3개 분야의 지원자들에게 다양한 미션을 주는데 이벤트, 공연, 파티, 홈쇼핑 프로그램 등을 만드는 단체미션, 지원자 각자의 능력을 발휘하는 개별미션으로 나뉘어 진행되며 분야에 관계 없이 한 명의 우승자에게 자기계발 지원금 3천만원이 주어진다. 각 분야 6명씩 18명만 프로그램에 도전할 수 있다.

## 개요
- 디자인(의상,인테리어),연출(파티플래너,이벤트·공연연출),쇼호스트(MC,리포터) 등 세 분야에 진출하려는 젊은 도전자들에게 5주간 해당분야 전문가들에게서 직접 교육을 받을 기회를 제공한다.
- 총 18명의 지원자를 선발해 각 분야 당 한명씩 구성된 6개 팀을 만들어 경쟁하는 형식. 초반에는 팀워크와 인성 측정이 실시되며 후반에는 개인별 임무 수행을 통해 전문적인 능력과 열정 등을 평가한다.
- 여러 미션을 통해 선정된 최종 우승자에게 자기계발금 3,000만원을 지원해준다.